# Kultur Vietnams
Die vietnamesische Kultur hat ihre Anfänge in der Dong-Son-Kultur vor etwa 3000 Jahren.
Die heutige Kultur Vietnams ist eine Mischung aus folgenden drei Elementen:
- original lokale Kulturen der Vietnamesen und anderer Völker des Landes
- chinesische Elemente, welche durch Sinisierung ins Land kamen, als Vietnam unter chinesischer Herrschaft oder ein nur formell unabhängiger chinesischer Vasallenstaat war. Diese Elemente wurden zeitweise bewusst zurückgedrängt.
- Elemente des mitteleuropäischen Kulturraumes, welche in der Zeit der französischen Kolonialherrschaft übernommen wurden

## Sprache und Schrift
Die vietnamesische Sprache wird von fast allen Bewohnern des Landes gesprochen. Sie gehört aller Wahrscheinlichkeit nach zur Mon-Khmer-Sprachfamilie und wird heute gemeinsam mit jener der Muong zu den Viet-Muong Sprachen zusammengefasst.
Während der chinesischen Herrschaft und auch unter vietnamesischen Feudalherrschern war chinesisch die offizielle Sprache.
Ab dem 13. Jahrhundert wurde das Vietnamesische auch mit Nom-Zeichen, also chinesischer Schrift geschrieben.
Aus dieser Zeit stammen auch die vielen Lehnwörter aus dem chinesischen, die etwa 30 Prozent des modernen Vietnamesisch ausmachen.
Ab dem 17. Jahrhundert wurde durch französische Missionare das lateinische Alphabet in die vietnamesische Sprache eingeführt.
Der Jesuit Alexandre de Rhodes (1591–1660) entwickelte eine Transkriptions-Systematik des Vietnamesischen, die zur Basis des ab dem späten 19. Jahrhundert in der Schriftsprache verwendeten, Quốc ngữ genannten, Alphabets wurde. Um die sechs Töne des Vietnamesischen darzustellen, wurden dem lateinischen Alphabet dabei zahlreiche Diakritika hinzugefügt.
Neben der vietnamesischen Sprache werden von den über 50 Ethnien des Landes noch Sprachen diverser weiterer Sprachfamilien gesprochen. Neben dem Chinesischen sind das: Mon-Khmer- (Khmer, Mon und 19 weitere Ethnien) und Austronesische Sprachen (Cham, Giarai, Ede u. a.), Tai-Kadai-Sprachen (Thái, Tày, Nung u. a.), Tibeto-birmanische und Hmong-Mien-Sprachen (Hmong, Dao).

## Literatur

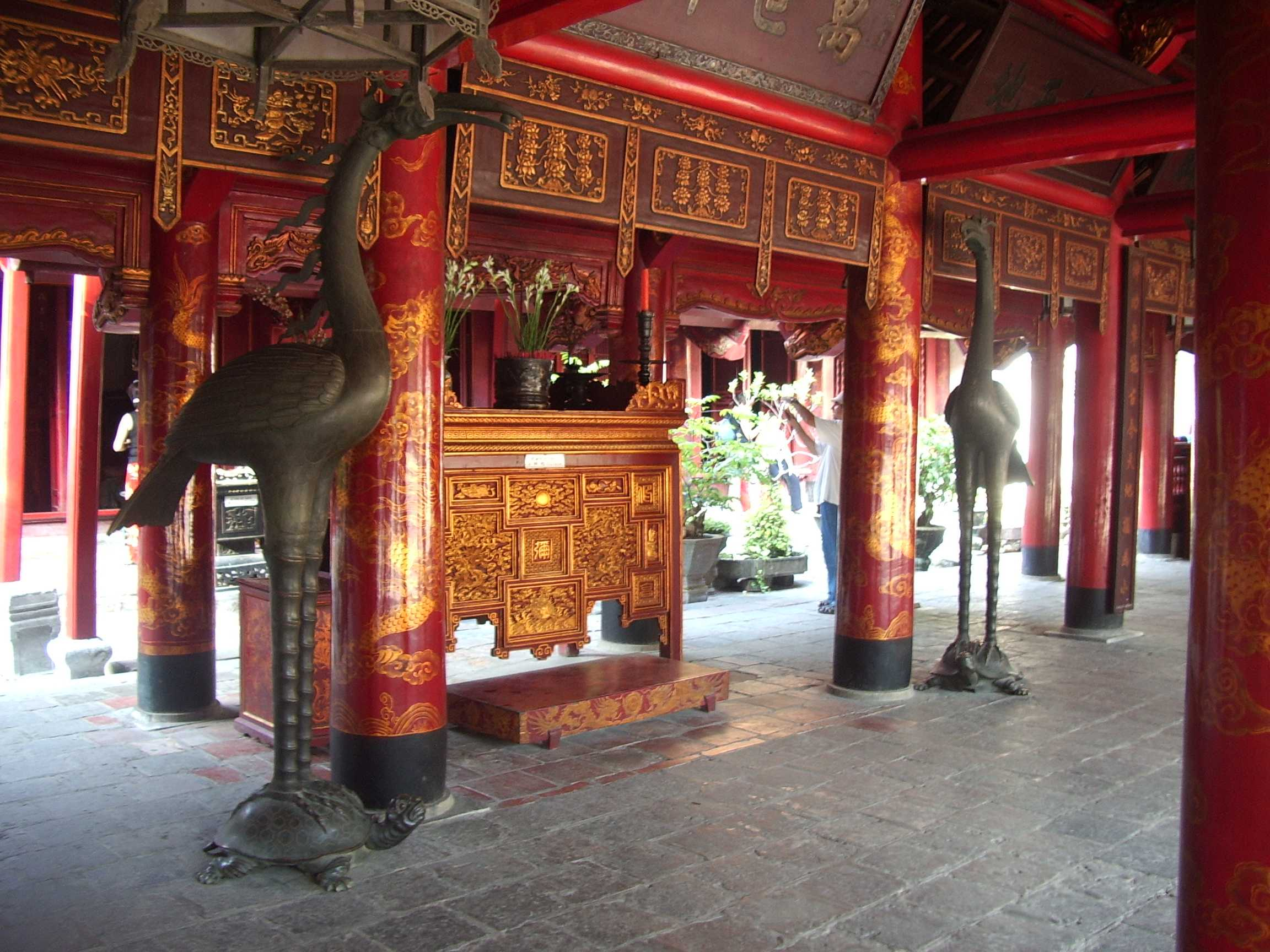
Literaturtempel in Hanoi, einer der zahlreichen Tempel Vietnams

## Bildende Kunst
Eine traditionelle vietnamesische Kunstform sind Holzschnittdrucke, die zum vietnamesischen Neujahrsfest Tết Nguyên Đán in den Wohnungen aufgehängt werden. Sie sollen zu diesem Anlass, ähnlich wie die Kirschblütensträucher und andere Dekorationen, Glück im neuen Jahr gewährleisten. Ihren vietnamesischen Namen Tranh Đông Hồ oder Làng Đông Hồ tragen diese Neujahrsbilder nach dem Dorf Đông Hồ in der Gemeinde Song Hồ, Distrikt Thuận Thành, in der Provinz Bắc Ninh, etwa 40 Kilometer nordöstlich von Hanoi. Dies ist das bekannteste der Handwerksdörfer, die diese Bilder produzieren, denn nur hier werden die Drucke aus regionalen, natürlichen Materialien hergestellt und diese Rezepturen seit Jahrhunderten als Geheimnis weitergegeben. Jährlich werden über eine halbe Million Bilder hergestellt.

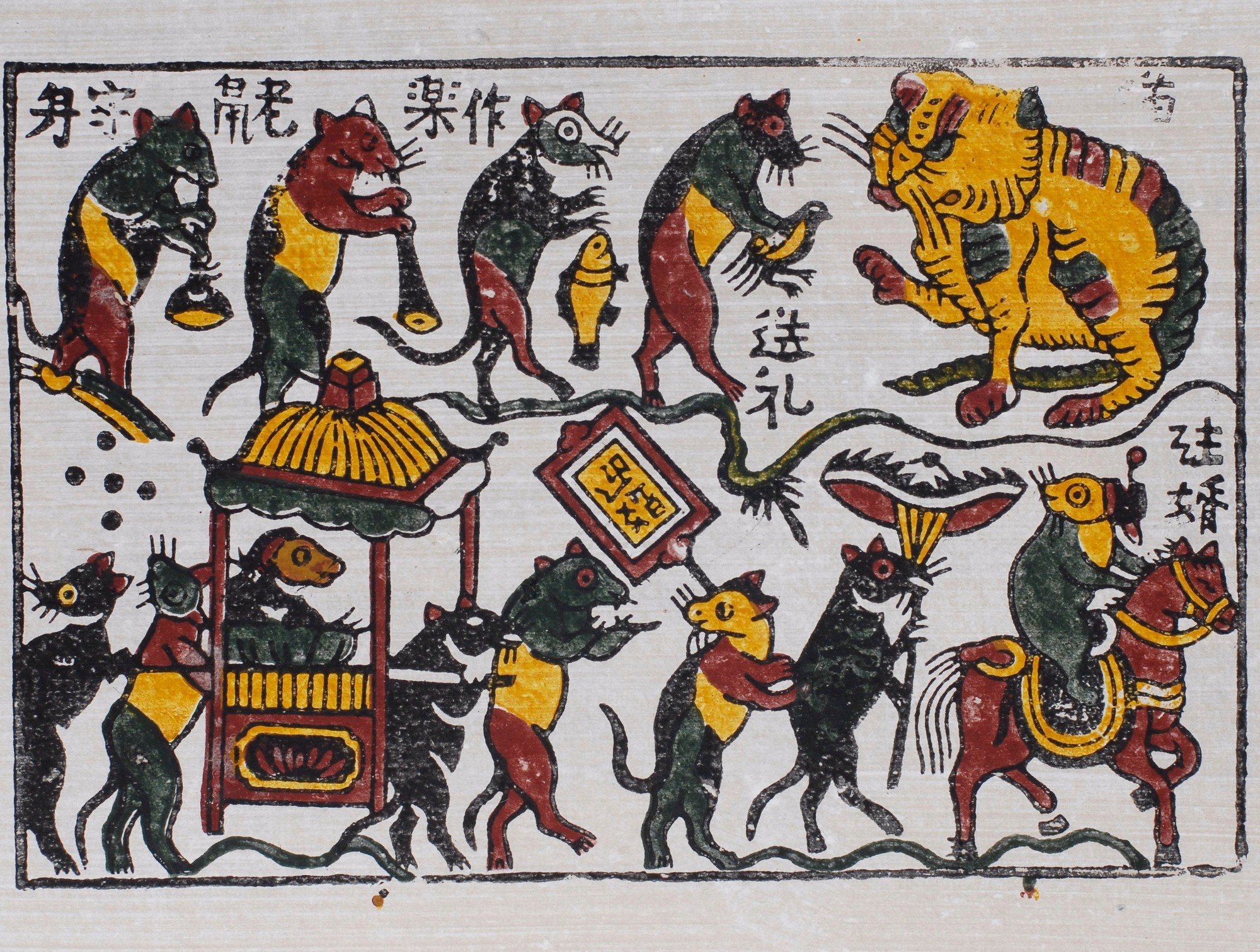
Ratten-Hochzeit auf einem Tranh Đông Hồ

Als Papier wird die Rinde eines Baumes namens „Dzo“ veredelt, monatelang gewässert und meist Orange, Pink, Gelb oder Purpur eingefärbt. Die Motive werden mit verschiedenen Farbkombinationen gedruckt, anschließend wird als Schutzfilm eine Reismehlpaste aufgetragen, die die Bilder außerordentlich haltbar macht. In der Darstellung werden traditionelle Motive den modernen vorgezogen.
Der Hahn schützt das Haus, der Frosch steht für die Tapferkeit, das Schwein für Wohlstand und Gedeihen der Ernte, Pfau und Phoenix für Schönheit und Frieden und die Gans für Sanftmut. Viele dieser Symbole sind auch in China bekannt, haben aber in Vietnam ihre Bedeutung gewandelt. Typisch vietnamesische Motive sind Palmen und Elefanten sowie die Darstellung legendärer Personen und Begebenheiten. Viele der Neujahrsbilder lassen Humor erkennen, wie das beliebte Motiv des alten Mannes, der den Streit seiner beiden jungen Ehefrauen zu schlichten versucht, Mäuse- oder Froschhochzeiten und Szenen aus dem Alltag auf dem Lande.
Das Gemälde rechts feiert das Jahr der Ratte und stellt eine Rattenhochzeit dar. Als Vertreter der Oberklasse ist eine Katze dargestellt, wogegen die Ratten arme und gutmütige Wesen verkörpern. Für einen guten Verlauf der Hochzeit müssen sie ihren Herrscher mit Geschenken gewogen stimmen. Der satirische Charakter der Darstellung hat seine Bedeutung bis heute erhalten. Nach einer anderen Interpretation stellt die Katze China dar, dem die Vietnamesen Tribut zollen.

## Feste
Die meisten vietnamesischen Feste haben einen chinesischen Ursprung. Im Laufe der Zeit bekamen diese Feste aber eine typische vietnamesische Note. Daneben gibt es eine Reihe von Festen, die von den ethnischen Minderheiten begangen werden.
Das wichtigste Fest des ganzen Jahres ist Tết, das chinesische Neujahrsfest, welches meist eine ganze Woche vom letzten Tag des Mondkalenders ab dauert. Für dieses Fest kommen zahlreiche Vietnamesen, die im Ausland leben, zurück nach Vietnam, alle Geschäfte und Restaurants bleiben mehrere Tage geschlossen. Der Jahreswechsel wird mit einem Höllenlärm aus Perkussionsinstrumenten und eigentlich illegalem Feuerwerk gefeiert. Der Tradition und dem Volksglauben nach muss das neue Jahr in einem frisch geputzten Haus und mit neuer Kleidung begangen werden. Zudem werden einige Gerichte ausschließlich an diesem Feiertag zubereitet. Insbesondere ärmere Familien müssen das ganze Jahr über sparen, um sich die Feierlichkeiten leisten zu können.
Weitere wichtige Feste sind Tết Trung Nguyên, der Tag der wandernden Seelen, welches in der Regel in den August (nach westlichem Kalender) fällt. Hier werden den Seelen der Toten Kleidung und Speisen angeboten und die Gräber gesäubert. An Trung Thu, dem Mittherbstfest, werden Drachentänze aufgeführt, der runde Mond bewundert und spezielle Kuchen gegessen. Weihnachten ist seit neuestem ein allgemeiner Feiertag, er wird aber nur von der christlichen Minderheit wirklich gefeiert.
Der Nationalfeiertag wird am 2. September begangen.
Siehe auch: Vietnam

## Religion

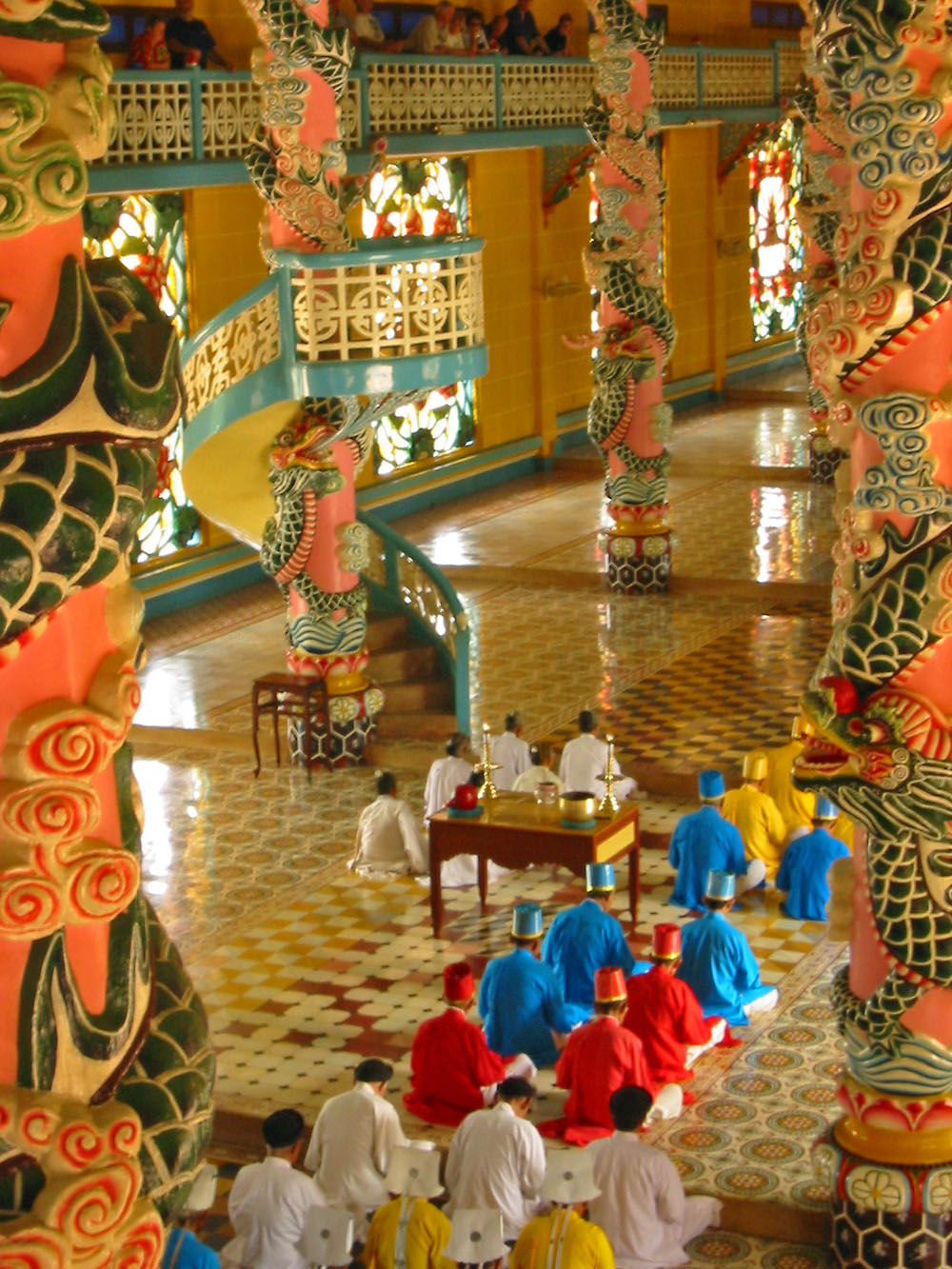
Im zentralen Cao-Dai-Tempel von Tay Ninh in der Nähe von Ho-Chi-Minh-Stadt

In Vietnam ist eine große Anzahl von ethnischen Religionen anzutreffen. Ursprünglich waren unter den vietnamesischen Völkern Animismus, Polytheismus und Ahnenkulte verbreitet. Viele der Götter, welche man damals anbetete, existieren auch noch im heutigen Volksglauben.
Die bedeutendste Religion ist der Buddhismus. Der heute vorherrschende Mahâyâna-Buddhismus kam im 2. Jahrhundert über China sowie über die südlichen Reiche Funan (heute Kambodscha) und Champa nach Vietnam und war die erste fremde Religion, die in Vietnam Fuß fasste. Neben dem Mahâyâna als bedeutendster Schule gibt es auch Anhänger des Theravâda (vor allem unter den Khmer verbreitet), des Zen-Buddhismus und des Hoa Hao, einer 1939 von Huynh Phu So gegründeten buddhistischen Tradition.
Die nach der Anhängerzahl zweitwichtigste Religion ist der Katholizismus. Er kam mit französischen, spanischen und portugiesischen Missionaren ab dem 17. Jahrhundert ins Land. Heute existieren in Vietnam etwa 6000 Kirchen, und etwa 7 % der Bevölkerung bekennen sich zum katholischen Glauben. Seit dem Ende des 19. Jahrhunderts gibt es auch eine kleine Gruppen von Protestanten.
Rund zwei Millionen Vietnamesen sind Anhänger des Cao Dai („Großer Palast“), einer in den 1920er Jahren entstandenen synkretistischen Religion, die auf spiritistische Offenbarungen des Gründers Ngô Văn Chiêu zurückgeht.
Muslime sind vor allem in den Bergregionen Zentralvietnams, unter den Nachfahren der Cham zu finden.
Nach wie vor finden auch die jahrhundertelangen engen Verbindungen mit China ihren Niederschlag in der Glaubenswelt Vietnams; sowohl Taoismus wie auch Konfuzianismus hinterließen ihre Spuren. Alle diese Religionen haben in Vietnam eine gewisse Adaptierung an das Land erfahren, so dass sie in ihren Ausprägungen oft nicht mit denen in den Nachbarländern Vietnams identisch sind.
Die Anzahl der Menschen, die einer speziellen Religion zugehören, lässt sich sehr schwer in Zahlen fassen. Erstens ist Vietnam ein offiziell atheistischer Staat, und die vietnamesische Regierung ist bis in die 1980er Jahre gegen Religionen auch offensiv vorgegangen, was mittlerweile nicht mehr der Fall ist. Des Weiteren ist es in Asien nichts Ungewöhnliches, sich zu mehr als einer Religion zu bekennen. So findet sich in fast jedem Haushalt ein kleiner Schrein zu Ehren der eigenen Vorfahren. Die Mehrheit der Bevölkerung praktiziert eine Mischung aus Buddhismus, Daoismus, Animismus und Ahnenkult.

## Küche
Die vietnamesische Küche gehört zu den leichtesten und gesündesten der Welt. Sie ist mit der chinesischen Küche verwandt, jedoch hat Vietnam eine eigene Kochtradition, die viele Gerichte hervorgebracht hat, die es in anderen Ländern nicht gibt. Im Süden gibt es Einflüsse der Thai, der Khmer und der Inder auf den vietnamesischen Speiseplan, darüber hinaus hat der Buddhismus zu einer reichen vegetarischen Küche beigetragen, und die Franzosen haben Baguettes, Croissants und Kaffee mitgebracht.

## Theater

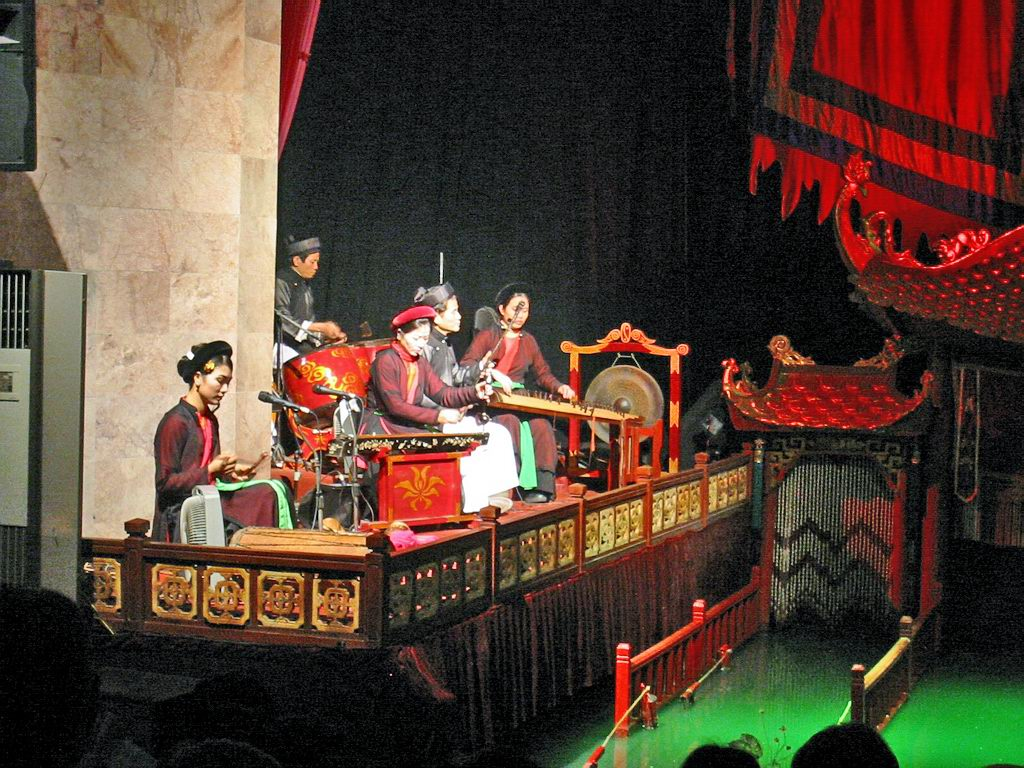
Orchester im Wasserpuppentheater in Hanoi

Vietnam hat einige typische Formen von musikalischen und theatralischen Künsten hervorgebracht, die stark von denen der Nachbarn (China, Thailand, Kambodscha) beeinflusst sind; besonders starkes Gewicht in der Entfaltung dieser Künste ist dabei den ethnischen Minderheiten zugefallen. Die meisten Kunstformen sind mündlich von der älteren an die jüngere Generation weitergegeben worden; durch die lange Periode von Kriegen sind leider viele davon verloren gegangen.
Die älteste Bühnenkunst Vietnams heißt Chèo (etwa: Volksoper). Hierbei werden auf der Basis von allgemein bekannten Legenden, stilisierten Bewegungen und Musikstücken satirische Szenen improvisiert; das Publikum wird insofern einbezogen, als dass eine Trommel geschlagen wird, wenn die Szene nicht gefällt. Die Kunst war während der Kaiserzeit wegen ihres Satirismus zeitweise verboten und heute existieren nur noch wenige Ensembles, die Hat Cheo aufführen.
Tuồng ist eine Abwandlung der chinesischen Oper und hatte ursprünglich zur Aufgabe, den kaiserlichen Hof zu unterhalten; erst später gelangte es auf die Straßen. Thema sind Ereignisse aus der Geschichte oder konfuzianisches Denken wie die Beziehung zwischen dem Monarchen und seiner Untergebenen. Es gibt keine Requisiten, alles wird durch die Bewegung, die Musik und die Schminke der Schauspieler dargestellt. Auch Hat Tuong ist sehr selten geworden.
(Hát) Cải lương ist eine modernere Mischform aus westlichem Sprechtheater und traditionellen vietnamesischen Stilen. Die Stücke stellen meist ein historisches Thema mit modernen Mitteln dar, sind sehr schnell und es werden moderne Musikinstrumente wie Keyboard, E-Gitarren und Schlagzeug eingesetzt. Diese Form des Theaters ist sehr anpassungsfähig.
Eine Kunstform, die es nur in Vietnam gibt, ist das Wasserpuppentheater. Seine Ursprünge sind unklar, aber wahrscheinlich war es schon im 11. Jahrhundert ein fester Bestandteil im kulturellen Leben des Landes. Beim Wasserpuppenspiel stellen Marionetten, die sich über einer Wasseroberfläche befinden, Szenen aus dem ländlichen Leben oder der Geschichte dar. Eingesetzt werden neben den Puppen auch Feuerwerk und die Wasseroberfläche selbst, die mal ruhig oder sehr wild sein kann. Das Wasserpuppenspiel war eine Kunstform, die streng geheim gehalten wurde und nur innerhalb einer Familie von den Alten an die Jungen weitergegeben wurde. Sie war in den 1980er Jahren bereits fast ausgestorben, als eine französische Organisation mit neuen Puppen und einer neuen Bühne diese Tradition wieder zum Leben erweckte. Die Ensembles haben bereits mehrmals erfolgreich im Ausland gastiert, und man kann in Hanoi und Ho-Chi-Minh-Stadt den Aufführungen beiwohnen.
Eine weitere vietnamesische Kunstform ist das Bài-Chòi-Spiel, welches Elemente aus verschiedenen Kunstformen verbindet, darunter Gesang, Dichtkunst, Schauspielkunst, Malerei und Literatur. Es wird vor allem in Zentralvietnam praktiziert, und in der Woche des Tết-Fests in vielen Dörfern im Rahmen eines Festivals gefeiert.

## Musik

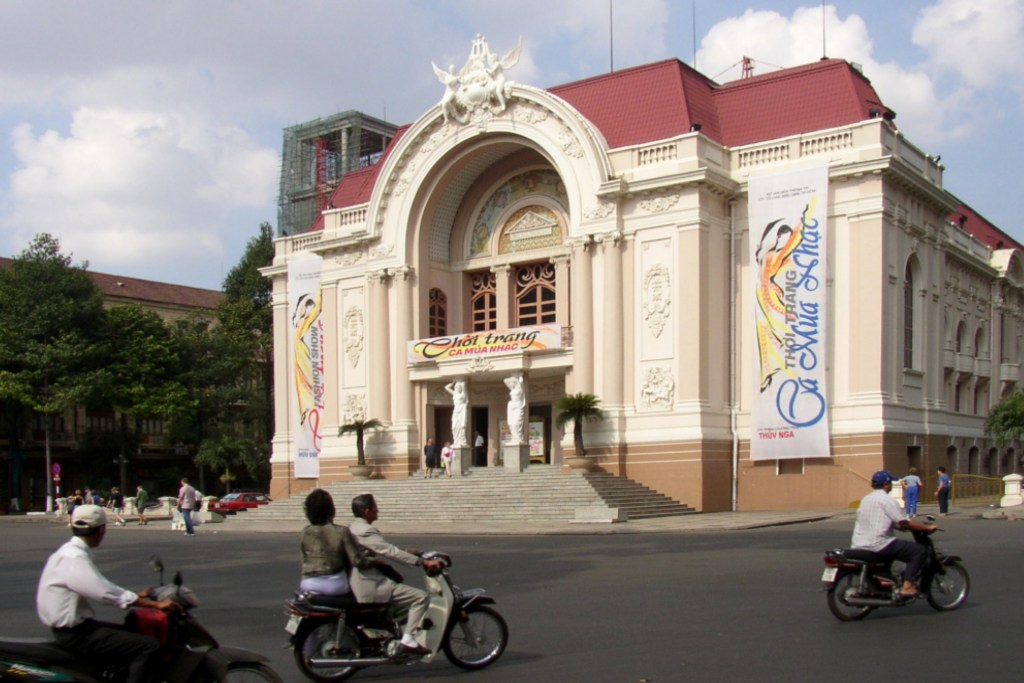
Oper in Ho-Chi-Minh-Stadt

Ähnlich den Theatertraditionen wurden auch Musiktraditionen mündlich weitergegeben und sind teils verloren gegangen. Ein großer Verlust wäre das Verschwinden der Hofmusik Nhã nhạc, übersetzt etwa ‚elegante Musik‘ oder ‚zeremonielle Musik‘, die die Musik bezeichnet, die von der Trần-Dynastie des 13. Jahrhunderts bis zur Nguyễn-Dynastie Mitte des 20. Jahrhunderts an den Höfen von Thang Long, dem heutigen Hanoi, und Huế gespielt wurde, und ihre Blüte im 19. Jahrhundert hatte.
Auf dem Festival von Huế (Nhã nhạc cung đình Huế), das 2003 von der UNESCO in das Programm Meisterwerke des mündlichen und immateriellen Erbes der Menschheit aufgenommen wurde, können die Bemühungen, diese hoch entwickelte Kunstform vor dem Vergessen zu retten, alle zwei Jahre beobachtet werden.
Beispiele für traditionelle religiöse Kunstformen sind Lên đồng und Hát chầu văn, die von Anfang der 1950er Jahre bis 1986 verboten waren. Hát chầu văn ist eine Kombination aus Musik und Tanz, die in Pagoden und Tempeln aufgeführt wurde. Sie ist sehr rhythmisch und hypnotisierend; durch sie wurden Medien in einen Trance-Zustand gespielt, um den Kontakt zu den Gottheiten herzustellen.
Oft prägen lokale Stile die musikalischen Gattungen und ihre Namen: Quan họ etwa stammt aus dem Delta des roten Flusses und ist eine der ältesten noch erhaltenen Formen. Hier singen abwechselnd ein unverheirateter Mann und eine unverheiratete Frau Improvisationen ohne sonstige Begleitung. Dieses Ritual hatte früher eine hohe Bedeutung bei der Anbahnung einer Hochzeit. Seit 2009 steht Quan Họ auf der UNESCO-Liste der Meisterwerke des mündlichen und immateriellen Erbes der Menschheit.

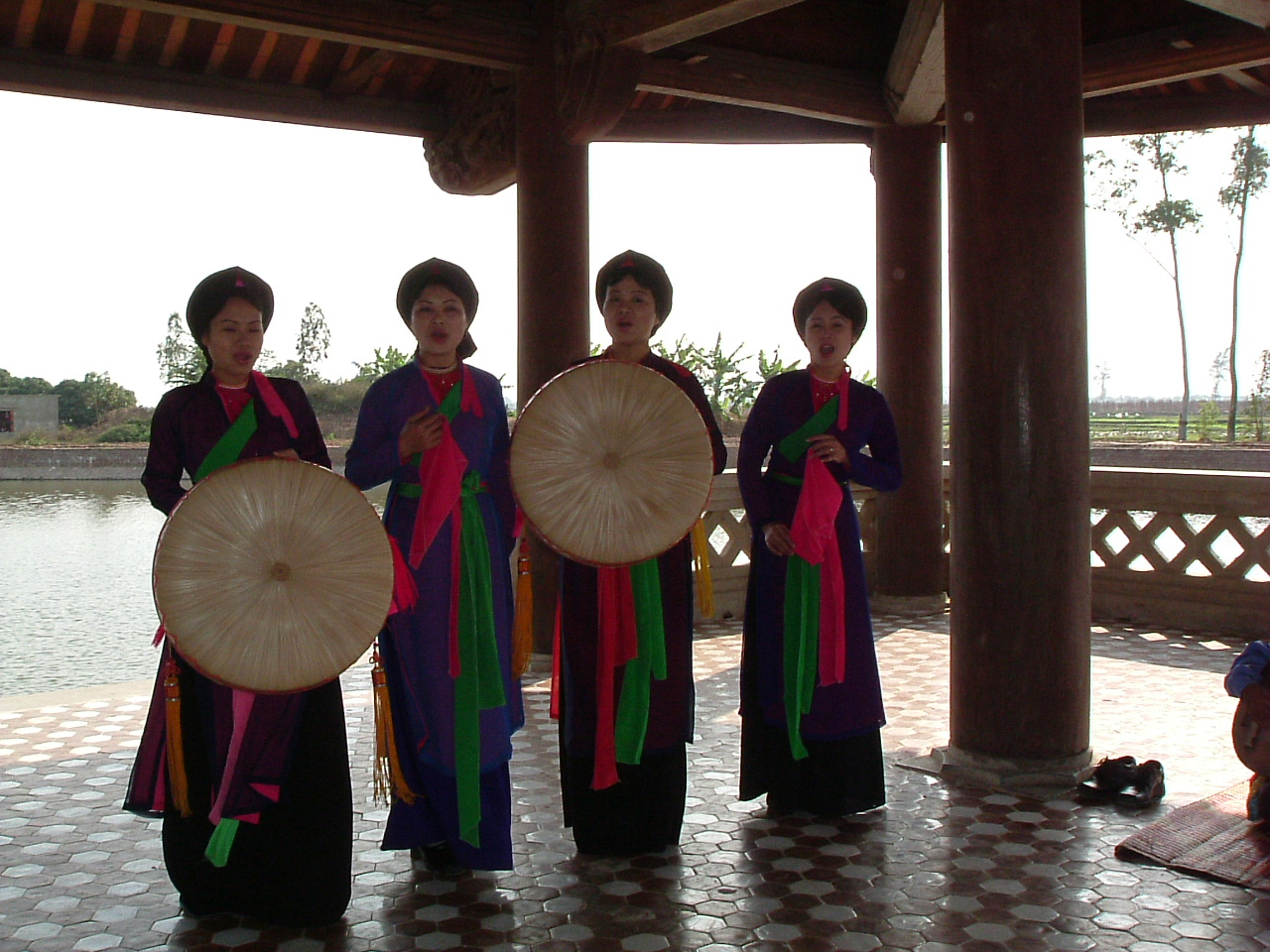
Quan Họ-Ensemble am Đền Đô / Lý-Bát-Đế-Schrein, Bac Ninh

Ca Trù und Ca Hué sind Liedformen, die von Frauenstimmen auf Basis von Gedichten und Balladen gesungen und von Laute, einen Bambusschlagzeug und einer Trommel begleitet werden. Ca Tru ist sehr selten geworden. Ca Hué wird in der Stadt Huế für die Touristen aufgeführt. In der alten Kaiserstadt war einst auch die beliebte Hat a Dao-Kunst lebendig, die in ihren Grundzügen an die japanische Geisha-Kultur erinnert. Zu Beginn der Ly-Dynastie wurden Melodien komponiert, die von der Cham-Kultur inspiriert waren, traurige und sehnsüchtige Melodien, die durch Namen wie Nam-Binh, Nam-Thuong, Nam-Ai und Nam-Khach bekannt wurden.
Manchmal wird traditionelle Musik noch für Touristen aufgeführt, auch wenn diese Aufführungen meist wenig authentisch sind. Die Schwierigkeiten, denen die traditionelle Musik Vietnams gegenübersteht, entsprechen den Schwierigkeiten aller südostasiatischen Musiktraditionen: Junge Menschen verlieren immer mehr das Interesse, ein traditionelles Instrument zu lernen, und liebäugeln eher mit der Popmusik.
In einem Versuch, das vietnamesische kulturelle Erbe zu erhalten, hat die Regierung veranlasst, das Liedgut in westlicher Notation niederzuschreiben und von neu gegründeten Ensembles aufführen zu lassen. Die Texte wurden jedoch modernisiert – sie behandeln nun das süße Leben der Arbeiter und Bauern. Diese Regierungsinitiative hat zur Bildung einer neuen Musikform, der Modernen Volksmusik geführt, die häufig im Radio und Fernsehen gespielt wird und mit den traditionellen Formen nicht mehr wirklich zu vergleichen ist, außer dass hier die traditionellen Instrumente verwendet werden.
Neue Anstrengungen, das vietnamesische Musikerbe für die Nachwelt zu erhalten, werden mit ausländischer Beteiligung unternommen. Wichtig ist hier vor allem das Engagement des Vietnamese Institute for Musicology in Hanoi, welches zwar von staatlicher Seite finanziert (und kontrolliert) wird, jedoch auch viel Hilfe aus dem Ausland erfährt. Das Institut betreibt vor allem Feldforschung, denn in Vietnam leben 54 ethnische Minderheiten, jede mit einer eigenen Musiktraditionen und eigenen Instrumenten. Viele dieser Völker und ihre Traditionen gelten bis heute als unerforscht.
Seit dem Beginn von Đổi mới hat sich eine vietnamesische Popmusikszene etabliert, die von Künstlern aus Hongkong, Thailand und Taiwan inspiriert ist. Die typische Popband besteht aus einem Sänger, Bassgitarre und Keyboard, sie gibt in der Regel schmalzige Liebeslieder zum besten, die von produktiven Liedermachern wie Trịnh Công Sơn, Pham Trong Cau, Diep Minh Tuyen oder Thanh Tùng stammen. Dominiert wird die Szene von männlichen Sängern aus dem Süden; einmal aufgestiegene Sterne verblassen in diesem schnelllebigen Umfeld jedoch bald.
Karaoke erfährt einen großen Boom in ganz Südostasien, so auch in Vietnam: Die Hauptstraßen größerer Städte können mit meist mehreren gutbesuchten Einrichtungen aufwarten.

## Kleidung

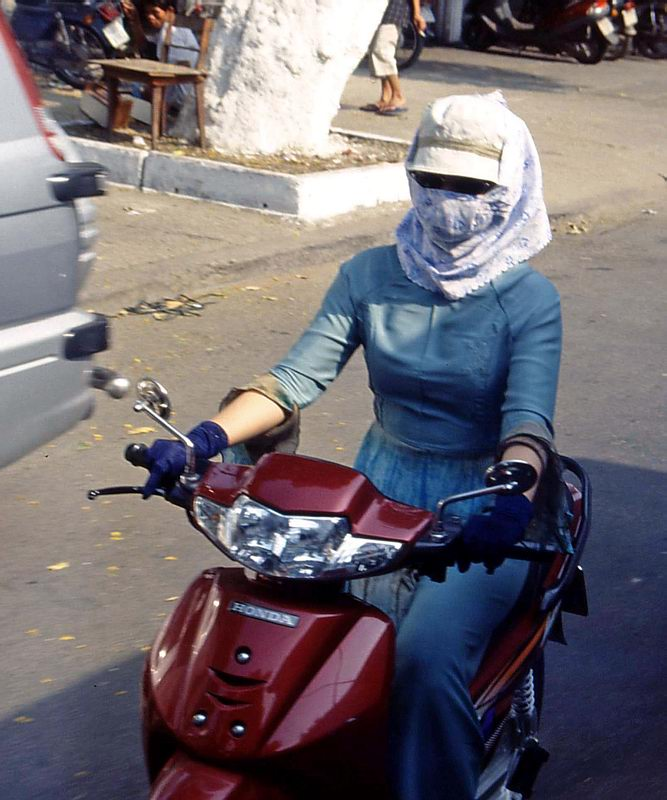
Vermummte Rollerfahrerin

Frauen sind in der Regel von den Schultern bis zu den Füßen bedeckt. Besonders im Umgang mit Behörden oder bei privaten Besuchen macht saubere und ordentliche Kleidung einen Unterschied. Wenn man Privathäuser betritt, gehört es zur Etikette, die Schuhe auszuziehen. Dasselbe gilt für manche Tempel (Chua); man beobachte das diesbezügliche Verhalten der Einheimischen.
Das Nationalkleid der Frauen in Vietnam heißt Áo dài und besteht aus einem knie- oder knöchellangen, auf beiden Seiten bis über die Hüfte hochgeschlitzten Seidenkleid, unter welchem lange, meist weitgeschnittene weiße Seidenhosen getragen werden. Dieses Kleidungsstück wurde in den 1930er Jahren von einem vietnamesischen Designer entworfen und ist im ganzen Land vor allem unter den Frauen weit verbreitet, kann aber durchaus auch von Männern getragen werden. Der Áo dài in weißer Farbe ist in vielen Gymnasien Schuluniform. Auch in Hotels ist das weibliche Personal häufig in Áo dàis gekleidet. Bevorzugt werden allgemein Pastellfarben, höchstens mit unauffälligem Muster. Die alltägliche vietnamesische Straßenkleidung besteht aus einer langen Hose und einer Bluse des gleichen Stoffes und hat Ähnlichkeit mit dezenten europäischen Schlafanzügen.
Der flache, kegelförmige Hut ist weltweit ein Wahrzeichen für Vietnam und wird in der Tat fast von der gesamten Landbevölkerung getragen, während er in den großen Städten seltener zu sehen ist. Die Hüte werden aus Palmenblättern gemacht und sind licht- und wasserdicht. Männer tragen in neuerer Zeit oft Kappen oder Tropenhelme, da der Kegelhut eher als weibliches Kleidungsstück betrachtet wird.
In der Stadt Huế gibt es eine Sonderform der Kegelhüte, die sogenannten Gedichthüte, bei denen in die Unterseite Bilder und Gedichte gemalt sind.
Auf dem Land ist die Kleidung einfach, denn es handelt sich oft um bäuerliche Arbeitskleidung, die sehr häufig dunkel und immer lang ist.
In den Großstädten wird – wie in vielen anderen dichtbevölkerten asiatischen Städten auch – ein Mundschutz getragen oder ein Tuch vor den Mund gebunden, um sich gegen Staub und Abgase zu schützen. Legt eine Frau Wert auf ihr Äußeres, kann es durchaus ein von einer hübschen Häkelborte umrahmtes Seidentuch sein.
Die gepflegte Frau trägt zur kurzärmligen Bluse oft leichte helle Handschuhe, die bis über den Ellenbogen reichen, um sich vor Staub und Sonne zu schützen. Ähnlich wie in Europa im Mittelalter gilt helle Haut als vornehm und als Zeichen von Schönheit, sodass Sonnencreme bei vietnamesischen Mädchen reißenden Absatz findet.
Am Strand ist „oben ohne“ oder gar Nacktbaden inakzeptabel. Vietnamesinnen im Bikini sind die Ausnahme, eher werden züchtige Badeanzüge – ähnlich denen in Europa um 1900 – oder bei Jüngeren schon mal Pants und T-Shirt zum Baden getragen.
Im städtischen Geschäftsleben wird auf gepflegte Kleidung Wert gelegt: lange Hose mit Bügelfalte, langes helles Hemd und eventuell Krawatte ist für männliche Angestellte z. B. in Banken und Hotels ungeschriebene Pflicht; die Geschäftsfrau hat die Wahl zwischen traditioneller Kleidung oder einem westlichen Outfit im dezenten Kostüm oder Blazer.

## Sport
Vietnam tritt bei großen Sportereignissen selten in Erscheinung. Dies liegt daran, dass Sport in Vietnam zwar ein Massenphänomen ist, der Leistungssport aber aufgrund fehlender Infrastruktur und finanzieller Mitteln nur sehr wenig entwickelt ist.
Populärster Sport ist Fußball. Daneben sind asiatische Sportarten wie Thai Cuc Quyen, Kung Fu, Vovinam, Taekwondo, Judo oder Karate sehr populär. In den letzten Jahren kommen, speziell in den vermögenderen Bevölkerungsteilen, europäische Sportarten wie Badminton, Tennis oder Golf zunehmend in Mode.
Special Olympics Vietnam wurde 2006 gegründet und nahm mehrmals an Special Olympics Weltspielen teil. Der Verband hat seine Teilnahme an den Special Olympics World Summer Games 2023 in Berlin angekündigt. Die Delegation wird vor den Spielen im Rahmen des Host Town Programs von Pforzheim betreut.